# سوسانا سينتليفر
سوسانا سينتليفر (حوالي 1669 (معمودية)-1 ديسمبر 1723)، وُلدت باسم سوسانا فريمان، والمعروفة أيضًا باسم سوسانا كارول، كانت شاعرة إنجليزية، وممثلة، «وأنجح كاتبة مسرحية في القرن الثامن عشر». «استمر تمثيل مسرحيات سينتليفر بعد أن نسي مديرو المسارح معظم معاصريها. اشتهرت خلال مسيرة مهنية طويلة في المسرح الملكي دروري لين، باسم المرأة الثانية على المسرح الإنجليزي، بعد أفرا بن».

## حياتها
كان جيلز جاكوب المصدر الرئيسي للمعلومات حول حياة سينتليفر المبكرة، إذ ادعى أنه تلقى رواية عنها مباشرة. نُشر هذا في السجل الشعري لعام 1719، ومع ذلك فهو يتضمن القليل من المعلومات حول حياتها المبكرة. يُحتمل أن تكون سينتليفر قد عُمِّدت باسم سوسانا فريمان في وابلود في لينكولنشاير في 20 نوفمبر 1669، ابنةً لويليام فريمان من هولبيتش وزوجته آن، ابنة السيد مارهام، وهو رجل نبيل من لين ريجيس في نورفولك. كان والدها معارضًا (منشق دينيًا) وبرلمانيًا، ونتيجة لذلك، واجهت الأسرة اضطهادًا بالتأكيد عند الاسترداد (عودة الملكية للعرش).
تذكر عدة مصادر للسيرة الذاتية أنها ولدت غالبًا في هولبيتش، أو انه كان على الأقل المكان الذي قضت فيه طفولتها. يحيط بعض الغموض بحياتها المبكرة، ولكن يُعتقد عمومًا أن والدها توفي عندما كانت تبلغ من العمر ثلاث سنوات، وتوفيت والدتها بعد الزواج مرة أخرى بوقت قصير، وتزوج زوج أمها بعد ذلك بوقت قصير.
تقصّ روايتان قصة انتقالها إلى التمثيل ووصولها في نهاية المطاف إلى لندن. تقول الرواية الرومانسية أن أنتوني هاموند، الطالب في كلية سانت جون في كامبريدج، وجد سينتليفر تبكي على جانب الطريق، وانبهر بتهذيبها وجمالها، فهرّبها إلى الكلية حيث تنكرت في زي ابن عمها جاك. بقيت هناك لعدة أشهر تدرس القواعد واكتسبت «بعض مصطلحات المنطق والبلاغة والأخلاق» قبل أن «تلفت الانتباه» وتقرر التوجه إلى لندن. كان السيناريو الأكثر تصديقًا، انضمامها إلى فرقة من الممثلين المتجولين في ستامفورد (حوالي 25 ميلًا من هولبيتش)، إذ اكتسبت شهرة في أدوار البنطلون، التي كانت مناسبة لها بسبب «وحمة صغيرة على جفن عينها اليسرى، ما أعطاها مظهرًا رجوليًا».
اشتهرت سوسانا سينتليفر ببراعتها في مثل هذه الأدوار التي سحرت العديد من الرجال، وخاصة السيد فوكس، الذي سرعان ما أصبح زوج سينتليفر الأول عندما كانت في السادسة عشر من عمرها، لكنه توفي بعد أقل من عام. يُزعم أن سينتليفر تزوجت من ضابط جيش يُدعى كارول بعد وفاة فوكس، لكنه توفي في مبارزة بعد عام ونصف من زواجهما. احتفظت بلقب كارول حتى زواجها التالي. كان موضوع سنواتها الأولى مجرد تخمينات، إلا أن المؤرخين يتفقون على أن معرفة سوسانا اكتُسبت في الغالب ذاتيًا من خلال القراءة والمحادثة. بالنظر إلى استخدامها للمسرحية الفرنسية، ليس من الصعب أن نرى أن سينتليفر امتلكت معرفة جيدة باللغة الفرنسية. قضت سينتليفر وقتًا طويلًا في لندن بعد وفاة زوجها، حيث لجأت إلى الكتابة جزئيًا للحصول على دعم مالي.
كانت سينتليفر بحلول عام 1706، قد كوّنت لنفسها اسمًا لا بأس به، لكنها ظلت تعتمد على الدعم المالي من التسكع (التمثيل). لفتت أنظار جوزيف سينتليفر خلال أدائها لدور الإسكندر الأكبر في مسرحية ناثانيال لي المأساوية «الملكات المتنافسات، أو موت الإسكندر الأكبر» أمام البلاط الملكي في قلعة وندسور. انتمى إلى طبقة اجتماعية أدنى، إذ كان مجرد «رجل طعام (طباخ) للملكة آن» إلا أنهما تزوجا في 23 أبريل 1707.
لم يُعثر على أي دليل يشير إلى مكان إقامة الزوجين خلال السنوات السبع الأولى من زواجهما. انتقل الزوجان في نهاية المطاف، وفي أواخر عام 1712 أو أوائل عام 1713، إلى مسكنهما في ساحة باكينغهام في سبرينغ غاردنز، حيث دفعا أعلى إيجار بعد مكتب الأميرالية. حظيت بعد مسيرة طويلة ولامعة بتقدير أدبي رفيع من خلال كتاباتها التي تنوعت بين الشعر والرسائل والكتب والمسرحيات التي تعتبر أشهر أعمالها، وتوفيت سوسانا سينتليفر في الأول من ديسمبر عام 1723، وذلك بسبب مضاعفات مرض خطير أصابها عام 1719. نشرت صحيفتي إيفنينج بوست ولندن جورنال ومجلتي بريتيش جورنال وويكلي جورنال إعلانات قصيرة عن وفاتها. دُفن جثمان سينتليفر بعد ثلاثة أيام من وفاتها في كنيسة سانت بول بمنطقة كوفنت غاردن. توفي زوجها بعد أكثر من عام بقليل.

## الموضوعات والأصناف الأدبية
عكست سينتليفر بشكل إيجابي صورة النظم السياسية والاقتصادية والقانونية في إنجلترا. تناولت مسرحياتها في الغالب موضوع الحرية في مجالي الزواج والمواطنة.

### السياسة
كتبت سينتليفر في بعض الأحيان في مسرح السياسة. اتسمت آراؤها بعداء شديد للكاثوليكية، كما يتضح من بعض إهداءات مسرحياتها ومقدماتها وخاتماتها. يظهر هذا جليًا في إهدائها الذي يسبق مسرحية العجيبة، إذ عبرت عن دعمها القوي لخلافة البروتستانت المقترحة. ابتعدت معظم مسرحياتها رغم ذلك، عن التعليق على السياسة الحزبية، إذ أن العمل الوحيد الذي يحمل أجندة سياسية صريحة هو انتخابات جوثام. لم تُلقَ بعض خاتماتها الأكثر إثارة للجدل، مثل خاتمة مسرحية العشاق الحائرون التي تحدد فيها البطل الحربي مارلبورو الذي فقد حظوته على أنه «الواحد» على المسرح، بل نُشرت فقط ضمن نص المسرحية.

### الكوميديا
اشتهرت سينتليفر بأعمالها الكوميدية التي غالبًا ما تتبع الأسلوب الإسباني «الرومانسي في الحبكة والروح، مع تضمنه مشاعر الحب والغيرة أكثر بكثير من كوميديا الاستعادة». يميل هذا النوع من الكوميديا إلى التركيز على المكائد الرومانسية بين ثلاث شخصيات رئيسية ثرية (عادةً شابة يتنافس عليها شابان، أحدهما متهور والآخر مخلص). تتضمن غالبًا متنكرات ومبارزات (أو التحدث عنها) ومواقف تجمع بين العاطفة والمهزلة. تتميز أشهر أعمالها الكوميدية بشخصيات نسائية ذكية وسريعة البديهة تضاهي نظرائها من الرجال. كتبت سينتليفر أحيانًا تحت اسم مستعار بسبب التحامل الشائع ضد الكاتبات المسرحيات، أو امتنعت عن تضمين رسائل أكثر إثارة للجدل.

### التراجيديا
لم يُذكر الكثير من الإيجابيات عن مسرحياتها الكوميدية التراجيدية مثل الزوج الحانث والوريثة المسروقة، على الرغم من أن مأساتها الخالصة الهدية القاسية قد لاقت قبولًا أفضل إلى حد ما. اعتُبر أن هذه المسرحيات تحتوي على «شخصيات غير واضحة وحبكة غير مقنعة».

## تلقي النقاد وردود الفعل على أعمالها
لقيت مسرحياتها رواجًا كبيرًا بين الجمهور، إلا أن النقاد الأدبيين، مثل ويليام هازليت الذي كتب عنها باستخفاف، لم يشاركوهم هذا الإقبال. وجد الناقد الساخر ألكسندر بوب كتاباتها مسيئة لأسباب سياسية ودينية، واعتقد أنها تشكل تهديدًا للكتاب المسرحيين الأكفأ لأنها تسترضي الذوق الشعبي. افترض أيضًا أنها ساعدت في كتابة كتيب إدموند كيرل المعادي للكاثوليك «الشاعر الكاثوليكي: أو رثاء بارنابي البروتستانتي الحزين». وبغض النظر عن آراء معاصريها، ظلت مسرحياتها تُعرض لأكثر من 150 عامًا بعد وفاتها.
جاء عن كاتبة اليوميات أغنيس بورتر، ومربية أبناء هنري فوكس سترانجوايز، إيرل إلشستر الثاني، أنها حضرت عرضًا لمسرحية المتطفلة للكاتبة سوسانا سينتليفر في مسرح ليتل، هايماركت، وذلك في يوم 7 مارس 1791. أشارت في مذكراتها أيضًا إلى أن العرض كان «سيئًا للغاية».